# Бобылевка (Уренский район)
Бобылёвка — деревня в составе Большеарьевского сельсовета в Уренском районе Нижегородской области.

## География
Находится на расстоянии примерно 9 километров по прямой на северо-восток от районного центра города Урень.

## История
Известна с 1723 года. Деревня до 1768 года относилась к главной дворцовой канцелярии, потом Придворной конторы, с 1797 крестьяне стали удельными. Население было старообрядцами спасова согласия. В 1856 году учтено было дворов 11 и жителей 151. В 1916 году было учтено 57 дворов и 322 жителя. В советское время работал колхоз «Ударник». В 1978 году было 66 дворов и 243 жителя, а 1994 123 и 325 соответственно.

## Население
Постоянное население составляло 255 человека (русские 92 %) в 2002 году, 224 — в 2010.